# Distrito Histórico de Wayland
El Distrito Histórico de Wayland es un distrito histórico predominantemente residencial en el lado este de la ciudad Providence, la capital del estado de Rhode Island (Estados Unidos). Es un área grande, que cubre alrededor de 49 ha, delimitado aproximadamente al norte por las avenidas Everett y Laurel, al este por Blackstone Boulevard y Butler Avenue, al oeste por Arlington Avenue y al sur por las calles Angell y South Angell. 

## Descripción e historia
Esta área, que en el siglo XIX formaba parte de la granja de Moses Brown, fue urbanizada en 1891 y la mayor parte de la construcción tuvo lugar en las primeras décadas del siglo XX. La mayoría de las propiedades residenciales en el distrito son casas unifamiliares, típicamente construidas en estilos de renacimiento populares en ese momento. Están ubicados en lotes de tamaño similar con contratiempos bastante uniformes y, por lo general, se construyeron sin garajes (que a menudo se agregaron más tarde). Hay varias casas para dos familias y una pequeña cantidad de edificios de apartamentos, la mayoría de los cuales se encuentran en las vías arteriales del área. Hay varios edificios religiosos, incluidas varias iglesias; el edificio religioso más distintivo desde el punto de vista arquitectónico es el templo judío Beth El, construido entre 1951 y 1954.
El distrito fue incluido en el Registro Nacional de Lugares Históricos en 2005.